# Bulbophyllum papillipetalum
Bulbophyllum papillipetalum är en orkidéart som beskrevs av Oakes Ames. Bulbophyllum papillipetalum ingår i släktet Bulbophyllum och familjen orkidéer. Inga underarter finns listade i Catalogue of Life.